# Contea di Potter (Dakota del Sud)
La contea di Potter ( in inglese Potter County ) è una contea dello Stato del Dakota del Sud, negli Stati Uniti. La popolazione al censimento del 2000 era di 2 693 abitanti. Il capoluogo di contea è Gettysburg.